# Ібраєво (Ішимбайський район)
Ібра́єво (рос. Ибраево, башк. Ибрай) — присілок у складі Ішимбайського району Башкортостану, Росія. Входить до складу Макаровської сільської ради.
Населення — 134 особи (2010; 134 в 2002).
Національний склад:
- башкири — 93%